# Isuzu MU
L’Isuzu MU è un fuoristrada prodotto dalla casa automobilistica giapponese Isuzu dal 1989 al 2004.
La MU a tre porte fu introdotta nel 1989, seguita nel 1990 dalla versione a cinque porte chiamata Isuzu MU Wizard, le quali nel 1998 vennero sostituite dalla seconda generazione. Questa volta, la versione a cinque porte abbandonò il prefisso "MU", per diventare il Isuzu Wizard. L'acronimo "MU"  sta per "Mysterious Utility". Isuzu ha prodotto diverse varianti della MU, dalle quali ne sono state derivate delle altre marchiate da costruttori diversi per la vendita in altri paesi.
La versione a passo corto (tre porte) fu venduta come Isuzu MU e Honda Jazz in Giappone, con i nomi Isuzu Amigo e successivamente Isuzu Rodeo Sport utilizzati negli Stati Uniti.
La versione a passo lungo (cinque porte) era venduta con il nome di Isuzu Wizard in Giappone e in Nord America come Isuzu Rodeo e Honda Passport. Venne venduto anche come Chevrolet Frontera in Egitto, Isuzu Cameo e Isuzu Vega in Thailandia, Isuzu Frontier in Sud Africa e Chevrolet Rodeo in Ecuador, Colombia e Bolivia.